# Dieser Traum darf niemals sterben
Chansons représentant l'Allemagne au Concours Eurovision de la chanson
Frei zu leben
(1990) Träume sind für alle da
(1992)
Dieser Traum darf niemals sterben (en français Ce rêve ne devrait jamais mourir) est la chanson représentant l'Allemagne au Concours Eurovision de la chanson 1991. Elle est interprétée par Atlantis 2000.

## Histoire
La chanson est sélectionnée par un télévote.
La chanson est la dix-septième de la soirée, suivant Hullu yö interprétée par Kaija pour la Finlande et précédant Geef het op interprétée par Clouseau pour la Belgique.
À la fin des votes, elle obtient 10 points et termine à la 18e place sur 22 participants.
Atlantis 2000 fait une version en anglais, Never Ending Dream.

## Source de la traduction
- (en) Cet article est partiellement ou en totalité issu de l’article de Wikipédia en anglais intitulé « Dieser Traum darf niemals sterben » (voir la liste des auteurs).